# Stig Sevelin
Stig Erik Lennart Sevelin, född 1 mars 1931 i Västerlövsta socken, Västmanlands län, död 28 maj 1980 i Örebro, var en svensk reklamchef och tecknare
Han var son till köpmannen Erik Joel Sevelin och Elly Dorotea Wilhelmina Johansson och mellan 1953 och 1966 gift med läraren Werna Elisabeth Lindolf. Sevelin studerade teckning för Almar Bech och krokiteckning vid Otte Skölds målarskola 1949, samt reklamteckning vid Stockholms reklamskola 1949–1950 och slutligen teckning för Ted Dyrssen 1952. Han debuterade i utställningen Länets konst som visades på Örebro läns museum 1953 och medverkade därefter i SAFFT-utställningar med reklamkonst på Nationalmuseum, Kunstnernes hus i Oslo, Lilla galleriet i Stockholm samt i Essen i Tyskland. Hans konst består av nonfigurativa motiv utförda i tusch, gouache eller fotogram. Stig Sevelin är begravd på Almby kyrkogård.